# Mati!
mati! (izviren angleški naslov: mother!) je ameriška psihološka grozljivka iz leta 2017, delo režiserja Darrena Aronofskyja v katerem igrajo Jennifer Lawrence, Javier Bardem, Ed Harris in Michelle Pfeiffer. Zgodba sledi mladi ženski, katere bivanje z možem na podeželju zmoti prihod skrivnostnega para.
Film je bil nominiran za zlatega leva na 74. mednarodnem beneškem filmskem festivalu in tam premierno predvajana 5. septembra 2017. V ZDA ga je izdal 15. septembra Paramount Pictures, prinesel pa je 44 milijonov prihodkov po vsem svetu, ob proračunu 30 milijonov. Za razliko od občinstva so ga kritiki pretežno pohvalili, biblijske prispodobe in umetniško nasilje pa sta sprožila mnoge polemike.

## Vsebina
V ostankih požgane hiše, On, priznan pisatelj, ki trpi za pisateljsko blokado, postavi na podstavek svojega kabineta kristalen predmet. Uničena hiša se spremeni v prijeten dom na rajski lokaciji. Mati, pisateljeva žena in muza, se prebudi v postelji in začne iskati Njega. Med prenovo hiše začne videvati vznemirjajoče reči, med drugim tudi utripajoče srce v zidovih hiše.
Nekega dne pride v hišo tujec, Mož, ki trdi da je zdravnik ter prosi za prosto sobo. On se s tem strinja, mati pa je glede Moža bolj zadržana. Med svojim bivanjem Mož trpi za izrazitim kašljem in mati opazi odprto rano na strani trupa. Naslednji dan prispe tudi Ženska, Moževa žena. Mati je razburjena zaradi gostov, vendar jo On prosi naj jim pusti ostati, saj sta mu povedala, da sta njegova oboževalca in da mož umira. Vendar ko ponesreči razbijeta kristalni predmet, katerega se jima je On prepovedal dotikati, ju mati nažene, On pa zabarikadira svoj kabinet.
Preden moški in ženska odideta, prideta tudi njuna sinova, ki se prepirata glede očetove oporoke. Starejši sin, kateremu ni bilo zapuščeno nič, resno poškoduje svojega brata in pobegne. On, moški in ženska odidejo z njunim poškodovanim sinom po pomoč. Mati sama v hiši sledi sledovom krvi in najde v kleti za zidovi skrit sod vroče nafte.
Ko se On vrne, pove materi, da je ranjeni sin umrl. Ogromno število ljudi pride v hišo, da bi počastilo mrtvega sina, vendar se obnašajo izredno nesramno zlasti do matere. Ko zlomijo umivalnik in poplavijo hišo, jih mati razburjena nažene ven. Prav tako ošteje Njega, da je pustil v hišo toliko ljudi in zanemarjal njene potrebe. Njun prepir se konča s strastnim ljubljenjem.
Naslednje jutro mati ugotovi, da je noseča. Novica Njega razveseli tako zelo, da dobi navdih in zaključi svoje delo. mati se pripravlja na porod in prebira Njegovo novo čudovito pesem. Po objavi so razprodani popolnoma vsi izvodi. mati tako pripravi slavnostno večerjo, vendar še preden začneta jesti pred hišo prispe skupina oboževalcev. Prosi ga naj jih pošlje stran, vendar On vztraja, da mora biti vljuden ter da se bo takoj vrnil. mati skuša zakleniti vrata, vendar veliko oboževalcev vstopi v hišo, saj želijo v večini uporabiti stranišče. Nato pa začnejo krasti reči za spomin in uničevati hišo, vendar Njega to ne razburja zaradi pozornosti, ki jo prejema. Na stotine ljudi začne polniti hišo, vedno bolj zmedena mati pa zgolj opazuje kako nastaja kaos. Vojaške sile se začnejo bojevati z drugimi oboževalci, ki trgajo sobe in opravljajo verske obrede. Med streljanjem in eksplozijami pisateljeva publicistka organizira množične usmrtitve.
mati začne rojevati in nazadnje le najde Njega. Odpelje jo v svoj kabinet, kjer rodi. Hrup zunaj kabineta nato naenkrat preneha. On pove materi, da želijo oboževalci videti njunega novorojenega sina, vendar mu ga ona ne želi predati. Ko nazadnje zaspi, On vzame njunega otroka in ga preda množici, ki si ga začne podajati iz rok v roke, dokler mu ne zlomijo vratu. mati odhiti v množico, kjer opazi, da ljudje jedo iznakaženo truplo njenega sina. Besna jih označi za morilce in jih začne zbadati s kosom stekla, vendar jo onesposobijo in jo začno pretepati, dokler ne posreduje On. Poskuša prepričati mati, da jim odpusti, vendar ona pobegne v klet in odpre sod nafte. Čeprav jo njen mož prosi naj preneha, mati vžge nafto in zažge množico ter uniči hišo z okolico.
mati in On preživita; ona je popolnoma ožgana, medtem ko on ni ranjen. Prosi jo za ljubezen in ona mu jo preda. V solzah odpre njen prsni koš in iz njega vzame srce. Ko srce zdrobi z rokami, se to spremeni v nov kristalen predmet. Ponovno ga postavi na podstavek in hiša se ponovno spremeni z požganih ostankov v čudovit dom. V postelji se zbudi nova mati in se začne spraševati, kje je On.

## Igralci
- Jennifer Lawrence kot mati
- Javier Bardem kot On
- Ed Harris kot moški
- Michelle Pfeiffer kot ženska
- Domhnall Gleeson kot starejši sin
- Brian Gleeson kot mlajši sin
- Kristen Wiig kot pisateljeva publicistka
- Amanda Warren kot zdravilka
- Laurence Leboeuf kot služkinja

## Tematika
V intervjuju je Jennifer Lawrence povedala, da je film alegorija; film »prikazuje posiljevanje Matere Zemlje... Jaz predstavljam Mati Zemljo; Javier, ki igra pisatelja, predstavlja Boga; Michelle Pfeiffer predstavlja Evo in Ed Harris predstavlja Adama. Tukaj sta še Kajn in Abel, lokacija pa včasih spominja na Eden«.
Aronofsky je dejal, da klicaj v naslovu »odraža duh filma«, ki se konča z »velikim klicajem«. Režiser je v intervjuju razložil nenavadno odločitev, da naslov nima velike začetnice in povedal: »Če želite izvedeti, zakaj obstaja mala črka 'm', preberite imena v odjavni špici in poiščite črko, ki ni napisana z veliko začetnico. Vprašajte se, kako je drugo ime tega lika?« Imena likov so zapisana z malimi začetnicami, razen Njega.
Vžigalnik, ki se pojavlja čez film, deluje kot simbol »sodelovanja narave in njenih zakonov«. Eden izmed nepojasnjenih elementov filma je rumen prašek, katerega Lawrencin lik pije. Pri Daily Beast so to pojasnili s kratko zgodbo Rumena tapeta (The Yellow Wallpaper) avtorice Charlotte Perkins Gilman.

## Produkcija

### Razvoj
Po filmu Noe (Noah) iz leta 2014 je Aronofsky začel delati na otroškem filmu in takrat prišel do nove zamisli. Scenarij za Mati! je končal v petih dne, kar je veliko hitreje kot ponavadi. Film uporablja sanjsko-logično pripoved, na katero je Aronofsky opozoril, da »če jo poskusite odviti, nekako razpade«, in da »gre za psihološko norenje. Ne smete je preveč razlagati.«

### Iskanje igralcev
Jennifer Lawrence naj bi se oktobra 2015 pogajala o nastopu v filmu. Januarja 2016 se je pogovorom pridružil tudi Javier Bardem, aprila pa še Domhnall Gleeson, Michelle Pfeiffer, Ed Harris in Brian Gleeson. Marca 2016 so objavili še, da bo v filmu igrala tudi Kristen Wiig.

### Snemanje
Snemanje filma se je začelo 13. junija 2016 in bi naj bilo končano do 28. avgusta 2016. Pred začetkom glavnega snemanja je igralska zasedba tri mesece vadila v skladišču, v tem času pa je Aronofsky lahko »dojel občutek gibanja in premikanja kamere ter se učil iz tega«". Med tem časom Lawrenceva ni bila najbolj razpoložena, zato je Aronofsky dejal, da »njenega lika ni mogel spoznati dokler se ni snemanje začelo«.

### Glasba
Mati! je prvi film Aronofskyega brez skladatelja Clinta Mansella. Filmovo glasbo je sprva napisal Jóhann Jóhannsson, vendar ko sta kompozicijo predvajala ob delno končanem filmu, sta se Aronofsky in Jóhannsson odločila, da je ne bosta uporabila. Poskušala sta uporabiti glasbo vsaj v nekaj ključnih trenutkih ali njene osnovne elemente z zvočnim oblikovalcem Craigom Henighanom vplesti v zvočno kuliso hiše. Na koncu sta se odločila, da film najbolje deluje brez nje.
Skladatelj Ólafur Arnalds je o tej odločitvi povedal naslenje:

... porabil je leto dni za pisanjem glasbe za Mati! Darrena Aronofskya ter na neki točki ugotovil, da bi bil film boljši brez glasbe. Tako je uspel prepričati Darrena, da vse izbriše, kar premore le izjemno nesebičen umetnik. Da ugotoviš, da je delo boljše brez tebe.
Najpomembnejši del ustvarjanja umetnosti je proces in Jóhann ta je proces kot kaže razumel. Glasba mora biti najprej napisana, da lahko ugotoviš, da je odveč. Zato ima Mati! po mojem vseeno Jóhannovo glasbo. In glasba je le tišina ... oglušujoča, briljantna tišina.

Skozi odjavno špico igra a cappella priredba pesmi The End of the World avtorja Skeeterja Davisa v izvedbi Patti Smith.

## Izid
7. avgusta 2017 je izšel prvi uradni napovednik filma.
Film naj bi izšel 13. oktobra 2017, vendar je bil prestavljen na 15. september.
Premiera filma je bila na 74. mednarodnem beneškem filmskem festivalu, kjer se je potegoval za zlatega leva. Premiera filma v Londonu je bila 6. septembra 2017. Prav tako je bil prikazan na filmskem festivalu v Torontu 2017.